# Tranvía de Milán
El tranvía de Milán es uno de los componentes fundamentales del sistema de transporte público de la ciudad italiana de Milán y sus alrededores. Con 17 líneas y aproximadamente 116,6 km de vías, representa la red de tranvía más importante del país.

## Líneas
- 1 Greco (Via Martiri Oscuri) ↔ Roserio
- 2 Piazza Bausan ↔ Piazzale Negrelli
- 3 Duomo (Via Cantù) ↔ Gratosoglio
- 4 Piazza Castello ↔ Niguarda (Parco Nord) (Metrotranvia Nord)
- 5 Ortica (Via Milesi) ↔ Ospedale Niguarda
- 7 Piazzale Lagosta ↔ Precotto (Via Anassagora) (Metrotranvia di Bicocca)
- 9 Stazione Centrale (Piazza IV Novembre) ↔ Stazione Genova
- 10 Viale Lunigiana ↔ Piazza XXIV Maggio
- 12 Roserio ↔ Viale Molise
- 14 Cimitero Maggiore ↔ Lorenteggio
- 15 Duomo (Via Dogana) ↔ Rozzano (Via Guido Rossa) (Metrotranvia Sud)
- 16 San Siro Stadio (Piazza Axum) ↔ Via Monte Velino
- 19 Lambrate ↔ Piazza Castelli
- 24 Piazza Fontana ↔ Vigentino (Via Selvanesco)
- 27 Piazza Fontana ↔ Viale Ungheria
- 31 Bicocca ↔ Cinisello (Via I Maggio) (Metrotranvia di Cinisello)
- 33 Piazzale Lagosta ↔ Viale Rimembranze di Lambrate